# Sammy Onyango
Sammy Onyango (provincia de Nyanza, Kenia; 3 de marzo de 1961 – Kisumu, Kenia; 2 de agosto de 2002) fue un futbolista de Kenia que jugó en la posición de extremo.

## Carrera

### Club
| Periodo   | Club           | Goles |
| --------- | -------------- | ----- |
| 1980-1981 | Hakati Sportif | 5     |
| 1981-1989 | Gor Mahia FC   | 80    |
| 1990–1994 | Kisumu Posta   | 16    |

### Selección nacional
Jugó para Kenia en 54 ocasiones de 1983 a 1991 y anotó tres goles; participó en los Juegos Panafricanos de 1987 y en dos ediciones de la Copa Africana de Naciones.

## Muerte
Onyango murió en un accidente de tráfico en Kisumu el 2 de agosto de 2002.

## Logros
- Liga keniana de fútbol (4): 1983, 1984, 1985, 1987
- Copa de Kenia (5): 1981, 1983, 1986, 1987, 1988
- Recopa Africana (1): 1987
- Copa Interclubes Kagame (2): 1981, 1985